# Nachal Gdor
Nachal Gdor (hebrejsky: נחל גדור) je vádí v Judských horách a pahorkatině Šefela v Izraeli.
Začíná v nadmořské výšce okolo 900 metrů východně od města Surif na Západním břehu Jordánu, v hornaté krajině. Směřuje pak k severozápadu a západu prudce se zahlubujícím údolím, vstupuje na území Izraele, kde začíná jeho svahy pokrývat lesní porost. Ze severovýchodu přijímá vádí Nachal Chafurit a jižně od vesnice Neve Micha'el ústí zprava do toku Nachal ha-Ela.